# Ed Westfall
Edwin Vernon „Ed“ Westfall (* 19. September 1940 in Belleville, Ontario) ist ein ehemaliger kanadischer Eishockeyspieler, der im Verlauf seiner aktiven Karriere zwischen 1957 und 1979 unter anderem 1321 Spiele für die Boston Bruins und New York Islanders in der National Hockey League auf der Position des rechten Flügelstürmers bestritten hat. Seine größten Karriereerfolge feierte Westfall, der insgesamt viermal am NHL All-Star Game teilnahm, in Diensten der Boston Bruins mit dem Gewinn des Stanley Cups in den Jahren 1970 und 1972. Darüber hinaus erhielt er für sein soziales Engagement den Charlie Conacher Humanitarian Award und die Bill Masterton Memorial Trophy.

## Karriere

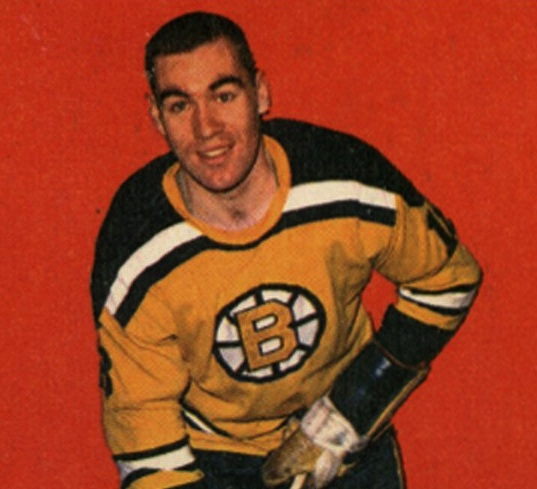
Westfall im Trikot der Boston Bruins (1963)

Westfall spielte während seiner Juniorenzeit für die Barrie Flyers und Niagara Falls Flyers in der Ontario Hockey Association.
Die Boston Bruins setzten ihn nicht oft in ihrem Farmteam, den Kingston Frontenacs in der Eastern Professional Hockey League ein. Schnell schaffte er als defensiv ausgerichteter Angreifer den Sprung in die NHL. In der Saison 1961/62 gelang ihm auf Anhieb der Durchbruch. Er konzentrierte sich auf seine Stärken in der Defensive und konnte so bei seinen 63 Einsätzen nur zwei Tore verbuchen. Erst in der Spielzeit 1964/65 konnte er mit zwölf Treffern auch in der Offensive nennenswert auffallen. Das Team befand sich im Aufschwung, was vor allem an Bobby Orr und Phil Esposito lag. In der Saison 1969/70 holten die Bruins den Stanley Cup und nach einem Jahr, in dem die Bruins als bestes Team der Vorrunde in den Playoffs scheiterten, gelang im Spieljahr 1971/72 der zweite Cup-Gewinn. Das Team war in dieser Zeit sehr offensiv ausgerichtet, wovon auch Westfall profitierte. Auch ihm gelangen in dieser Spielzeit 25 Tore. Besonders beim Unterzahlspiel wurde er gemeinsam mit Derek Sanderson regelmäßig eingesetzt.
Beim NHL Expansion Draft 1972 hatten die Bruins den inzwischen fast 32-jährigen nicht geschützt und die New York Islanders ließen diese Gelegenheit nicht vorüberziehen. Westfall war dann auch der erste Torschütze in der Geschichte der Islanders. In den ersten Jahren mit einem neuen Team blieb der Erfolg aus, doch mit heranwachsenden Stars wie Denis Potvin und Clark Gillies konnte Westfall eine Rolle als Führungsspieler übernehmen. Noch vor den großen Erfolgen der Islanders beendete er nach der Saison 1978/79 seine Karriere.
Sein angenehmes Auftreten prädestinierte ihn geradezu für seine zukünftige Aufgabe als Fernsehmoderator, vor allem bei Spielen der Islanders. Bis 1998 war er in dieser Rolle für den SportsChannel aktiv.

## Erfolge und Auszeichnungen
| - 1961 OHA First All-Star Team - 1970 Stanley-Cup-Gewinn mit den Boston Bruins - 1972 Stanley-Cup-Gewinn mit den Boston Bruins - 1971 Teilnahme am NHL All-Star Game - 1973 Teilnahme am NHL All-Star Game | - 1974 Teilnahme am NHL All-Star Game - 1974 Charlie Conacher Humanitarian Award - 1975 Teilnahme am NHL All-Star Game - 1977 Bill Masterton Memorial Trophy |

## Karrierestatistik
(Legende zur Spielerstatistik: Sp oder GP = absolvierte Spiele; T oder G = erzielte Tore; V oder A = erzielte Assists; Pkt oder Pts = erzielte Scorerpunkte; SM oder PIM = erhaltene Strafminuten; +/− = Plus/Minus-Bilanz; PP = erzielte Überzahltore; SH = erzielte Unterzahltore; GW = erzielte Siegtore; 1 Play-downs/Relegation; Kursiv: Statistik nicht vollständig)